# Aureola
Aureola (deminutiv latinske riječi aurea = zlatna) blistavi je oblak koji se pojavljuje na slikama svetaca, koji okružuje cijelu glavu.
Na nekim slikama aureola okružuje cijelo tijelo, te je najčešće ovalnog ili eliptičnog oblika. Kad se pojavljuje kao blistavi krug oko glave, zove se halo ili nimbus. Nimbus se prvi put u kršćanskoj umjetnosti pojavio u 5. stoljeću, ali se osnovna ideja pojavila praktički nekoliko stoljeća prije nimbusa, u pretkršćanskoj helenističkoj umjetnosti.